# Rivière des Trois Pointes
Pour les articles homonymes, voir Pointe.
La rivière des Trois Pointes est un affluent de la rivière aux Anglais coulant dans le territoire non organisé Rivière-aux-Outardes, dans la municipalité régionale de comté de Manicouagan, dans la région administrative de la Côte-Nord, dans la province de Québec, au Canada.
La vallée de la rivière des Trois Pointes est desservie principalement le chemin de la rivière aux Anglais.
La surface de la rivière des Trois Pointes est généralement gelée de début décembre à fin mars, sauf les zones de rapides; cependant, la circulation sécuritaire sur la glace se fait généralement de la mi-décembre à la mi-mars.[réf. nécessaire]

## Géographie
La rivière des Trois Pointes prend sa source sur le Bouclier canadien, à un petit lac non identifié (longueur: 0,24 km; altitude: 441 m). L'embouchure (côté sud) de ce petit lac forestier est située à 9,0 km au nord-est de la confluence de la rivière Françoise et de la rivière aux Anglais, à 0,8 km au sud-ouest d'une baie du lac Franquelin et à 35,2 km au nord-ouest de la confluence de la rivière aux Anglais et de la baie des Anglais sur la rive nord du fleuve Saint-Laurent.
À partir du lac de tête, le cours de la rivière des Trois Pointes descend sur 11,9 km entièrement en zone forestière, avec une dénivellation de 195 m, selon les segments suivants:
- 2,6 km vers l'est sur 1,0 km notamment en traversant un lac formé par l'élargissement de la rivière, jusqu'à son embouchure; puis sur 1,6 km vers le sud-est, jusqu'à un coude de rivière correspondant à la décharge (venant de l'ouest) de deux lacs;
- 3,9 km vers le sud-est relativement en ligne droite, traversant le lac Picard (longueur: 1,9 km; altitude: 197 m) sur sa pleine longueur, jusqu'à son embouchure;
- 2,4 km d'abord vers le sud-est dans une vallée encaissée jusqu'à la décharge (venant du nord) du Lac du Serpent; puis vers le sud relativement en ligne droite, en traversant sur une centaine de mètres une petite baie du Lac des Chutes (longueur: 0,7 km; altitude: 161 m), jusqu'à son embouchure;
- 3,0 km vers le sud en dévalant la montagne jusqu'à un coude de rivière, bifurquant vers l'est en recueillant un ruisseau (venant du nord), notamment en traversant sur 0,8 km vers le sud-est le lac des Trois Pointes (longueur: 1,3 km; altitude: 71 m), jusqu'à son embouchure[3].

La rivière des Trois Pointes se déverse sur la rive nord du Lac La Chesnaye, lequel est traversé vers le nord-est par le courant de la rivière des Anglais, dans le territoire non organisé de Rivière-aux-Outardes. Cette confluence est située à 2,6 km de l'embouchure du lac La Chesnaye, car le courant doit contourner une presqu'île s'étirant sur 0,85 km vers le sud. À partir de l'embouchure du lac La Chesnaye, le courant descend le cours de la rivière aux Anglais sur 11,2 km jusqu'à la Baie des Anglais, située sur la rive nord du golfe du Saint-Laurent.

## Toponyme
Les toponymes « Rivière des Trois Pointes » et le « Lac des Trois Pointes » origine du fait que ce lac comporte trois baies dont chacune se terminant en pointe.
Le toponyme « rivière des Trois Pointes » a été officialisé le 2 août 1974 à la Banque des noms de lieux de la Commission de toponymie du Québec.